# Kanal 5
Kanal 5 er dansk-sproget britisk tv-kanal, som er ejet af Discovery Networks Danmark. Kanalen fik premiere den 4. april 2004.
Signalet sendes fra London via satellit og kan i Danmark modtages af 66 % af alle danskere. Kanal 5 erstattede ved lanceringen TvDanmark1.
Efter overgangen til digitalt jordbaseret fjernsyn den 1. november 2009, sendes kanalen bl.a. i sendenettet (DVB-T) som betalingskanal af Boxer.
Kanalen markedsfører sig som "femstjernet underholdning".
Kanal 5 har ikke dansk sendetilladelse, og er derfor ikke omfattet af medieansvarsloven i Danmark.
Kanal 5 mistede i 2020 en stor del af kanalens seere efter en strid med YouSee, som førte til at kanalen forsvandt fra YouSees tv-pakker. Kanal 5 modtages derfor nu kun af omkring 31,6% af danskerne.

## Sport på Kanal 5
Kanal 5 sender af og til sport. Det gælder bl.a. Herrelandsholdet i fodbolds kampe, De Olympiske Lege og Giro d'Italia.
Under OL i Tokyo sendte Kanal 5 de største sportsbegivenheder hver dag og studieudsendelser, hvor Mette Cornelius, Zak Egholm, Simon Egeskov og Line Baun Danielsen var værter. Desuden sendtes der hver dag efter sportsbegivenhederne programmet "OL Afterparty", hvor Sarah Bro og Kian Fonoudi var værter.

## Streaming af Kanal 5's programmer
Kanal 5's egenproduktioner samt udvalgte udenlandske produktioner kan streames på Discoverys streamingtjeneste discovery+, som blev lanceret i 2020 efter at have heddet Dplay i en årrække.
discovery+ betales gennem et månedligt abonnement. Dog er enkelte programmer gratis at streame afbrudt af reklamepauser.

## Kanal 5 i HD
Kanal 5 HD blev lanceret 1. januar 2008 som en spejling af Kanal 5, blot vist i high definition (1080i). Programmer, som ikke er optaget i en tilstrækkelig høj opløsning, bliver opskaleret til den anvendte opløsning.

## Logoer
- Kanal 5's fjerde logo, som blev brugt fra 2015 indtil 2024
- Kanal 5's femte og nuværende logo, der har været brugt siden 2024

## Egenproducerede programmer på Kanal 5
- Kan du danse eller hvad? (2008-2009)
- Big Brother (2012-2014)
- Sangstjerner (2006)
- Danmarks klogeste barn (2006)
- Kongerne på Kanal 5 (2011-2015)
- Reportagen
- Peking Ekspressen (2007)
- Elsk mig i nat (2008)
- Wipeout/Vinter Wipeout (2009-2012)
- Stå op (2009)
- Dating in the Dark (2010-2012)
- 4-Stjerners Middag (2010-2012)
- Total Blackout (2011)
- Politijagt (2011-nu)
- Popstars (2014)
- Voice Junior (2019)
- Forbrydelser der rystede Danmark (2019-nu)
- Fanget på Politiets kamera (2019-nu)
- Over Atlanten (2019-nu)
- Virkelighedens rejsehold (2021)
- 5. Gear (2017-nu)
- All Together Now - Danmark (2018-2019)
- Den Kongelige Livgarde (2018-2021)

## Udenlandske serier på Kanal 5
- Lost
- Numb3rs
- Criminal Minds
- CSI
- CSI: Miami
- CSI: Las Vegas
- CSI: New York
- Studio 60 on the Sunset Strip
- Popular
- Fringe
- The Forgotten
- FlashForward
- Arrow
- Hannibal
- Special Victims Unit
- The Big Bang Theory